# 1205-ös busz
Az 1205-ös jelzésű autóbuszvonal távolsági autóbuszjárat Budapest és Székesfehérvár között, melyet a MÁV Személyszállítási Zrt. lát el.

## Közlekedése
Budapest, Népliget és Székesfehérvár, Autóbusz-állomás között közlekedik.
Székesfehérvár felé öt járat, Budapest felé hét járat szállítja az utasokat. Egyes járatok korlátozó jelzéssel közlekednek.
A járat menetideje Székesfehérvár felé 1 óra 15 perc, Budapest felé három járatnak 1 óra 20 perc, négy járatnak 1 óra 15 perc. Útvonalának hossza 68,4 km.

## Megállóhelyei
| 0 | Budapest, Népliget autóbusz-pályaudvar végállomás | 6 | 1, 1A 83 254E 901, 914, 914A, 918, 950, 950A 607, 608, 616, 625, 626, 628, 629, 630, 631, 632, 633, 635, 636, 650, 653, 654, 655, 656, 657, 660, 661, 679 1080, 1085, 1087, 1090, 1092, 1094, 1110, 1111, 1113, 1115, 1120, 1121, 1123, 1125, 1130, 1131, 1134, 1136, 1172, 1173, 1174, 1175, 1176, 1177, 1183, 1184, 1185, 1186, 1187, 1188, 1194, 1204, 1212, 1215, 1216, 1229, 1251, 1253, 1254, 1257, 1268 |
| 1 | Budapest, Petőfi híd, budai hídfő                 | 5 | 4, 6 153, 154, 212, 212A, 212B 918 1172, 1173, 1174, 1175, 1176, 1177, 1183, 1184, 1185, 1186, 1187, 1188, 1194, 1204, 1212, 1215, 1216, 1229, 1251, 1253, 1254, 1257 |
| 2 | Budapest, Újbuda-központ                          | 4 | 4, 6, 17, 41, 47, 48, 56, 61 33, 58, 150, 150B, 153, 154, 212, 212A, 212B 973, 973A 1172, 1173, 1174, 1175, 1176, 1177, 1183, 1184, 1185, 1186, 1187, 1188, 1194, 1204, 1212, 1215, 1216, 1229, 1251, 1253, 1254, 1257 |
| 3 | Budapest, Sasadi út                               | 3 | 8E, 40, 40B, 40E, 53, 87, 87A, 88, 88A, 108E, 139, 140, 140A, 150, 150B, 153, 154, 172, 173, 187, 188, 188E, 240, 272 908, 940, 941, 972 731, 760, 764 1172, 1173, 1174, 1175, 1176, 1177, 1183, 1184, 1185, 1186, 1187, 1188, 1194, 1204, 1212, 1215, 1216, 1229, 1251, 1253, 1254, 1257 |
| 4 | Székesfehérvár, Zombori út                        | 2 | 17, 20, 22 707, 740, 747, 748, 749, 750, 751, 757, 758, 759 1172, 1173, 1174, 1204, 1215 |
| 5 | Székesfehérvár, Király sor                        | 1 | 14, 14G, 22, 23, 23E, 31E, 40, 41, 42, 43, 44 707, 740, 747, 748, 749, 750, 751, 757, 758, 759 1172, 1173, 1174, 1204, 1215 |
| 6 | Székesfehérvár, autóbusz-állomás végállomás       | 0 | 10, 10G, 11, 11A, 11G, 12, 12A, 12Y, 13G, 14, 14G, 15, 15Y, 26, 26A, 26C, 26G, 36, 37, 38, 40, 41, 42, 43, 44, 912 707, 717, 740, 747, 748, 749, 750, 751, 758, 759 1172, 1173, 1174, 1204, 1215, 1507, 1510, 1512, 1529, 1563, 1626, 1706, 1707, 1758, 1803, 1808, 1809, 1822, 1823, 1824, 1826, 1842, 1843, 1845, 1846, 1853 5552, 7315, 8000, 8001, 8010, 8011, 8013, 8030, 8032, 8033, 8034, 8035, 8037, 8039, 8040, 8041, 8046, 8047, 8048, 8049, 8050, 8055, 8060, 8062, 8065, 8066, 8067, 8068, 8069, 8070, 8078, 8082, 8086, 8090, 8092, 8093, 8094, 8095, 8096, 8097, 8099 |